# Can Valls
Can Valls – miejscowość w Hiszpanii, w Katalonii, w prowincji Barcelona, w comarce Maresme, w gminie Dosrius.
Według danych INE w 2020 roku liczyła 33 mieszkańców – 20 mężczyzn i 13 kobiet. 